# Budynek parlamentu w Budapeszcie

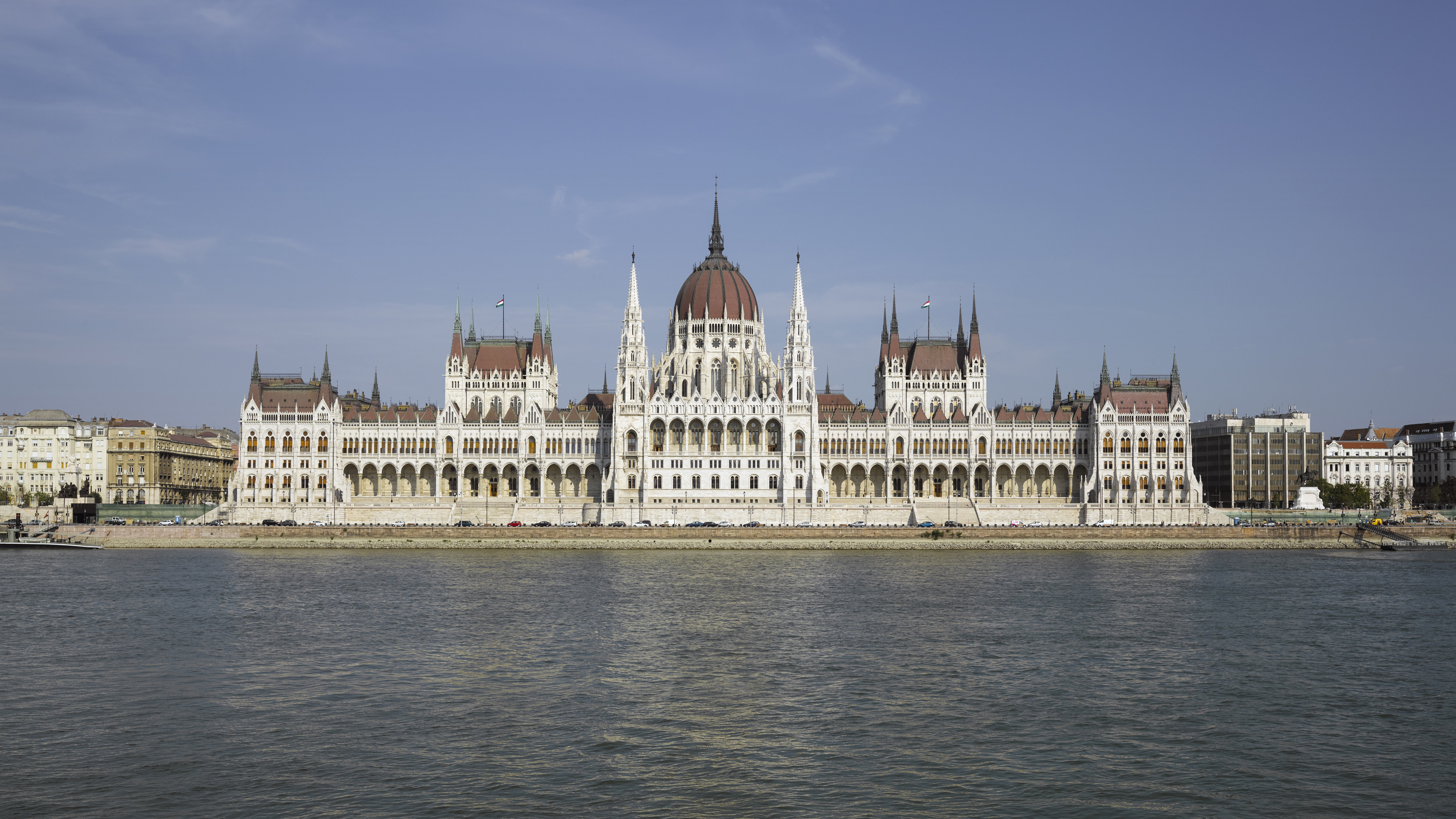
Parlament od strony Dunaju

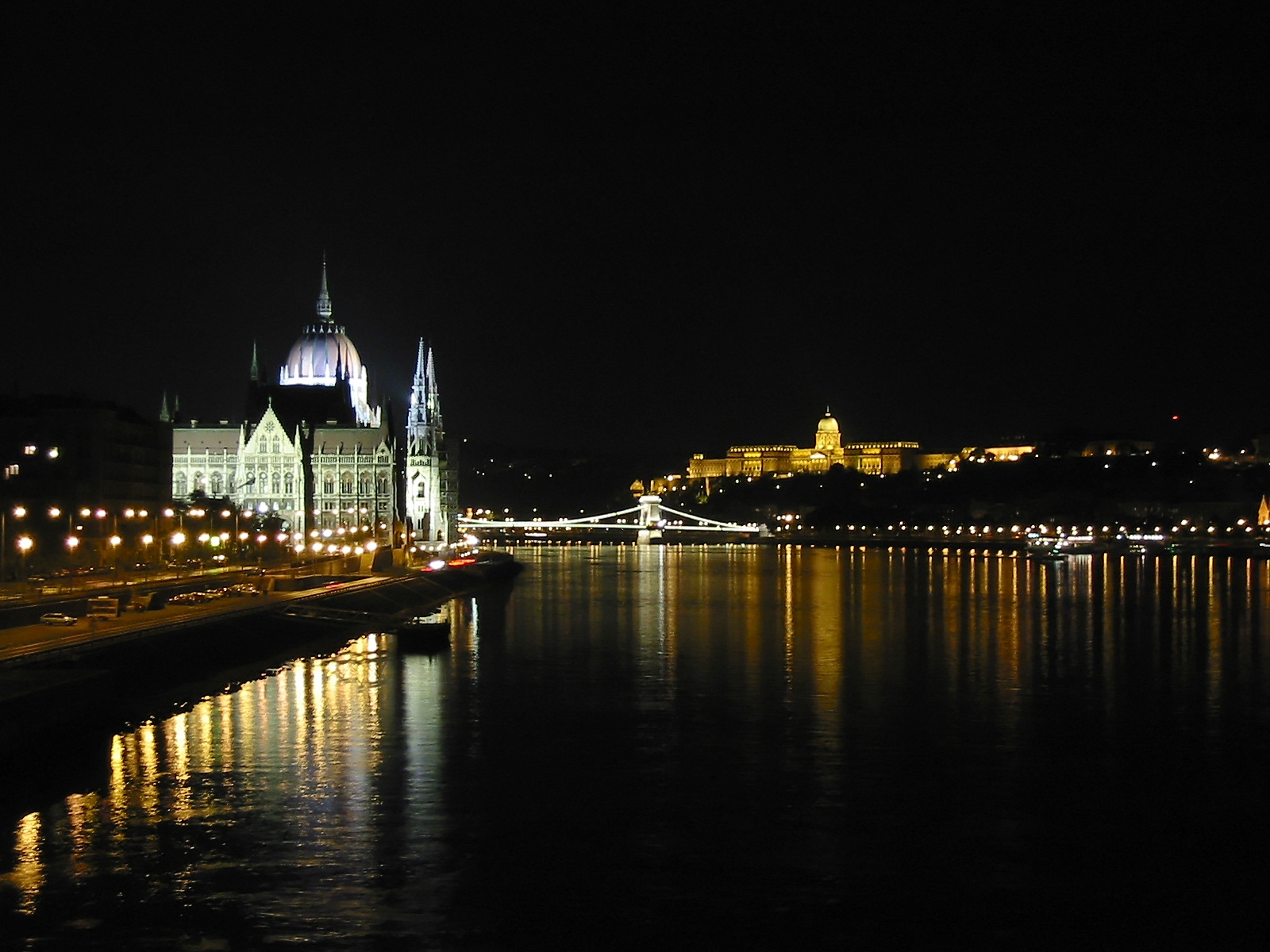
Parlament i Zamek Królewski nocą

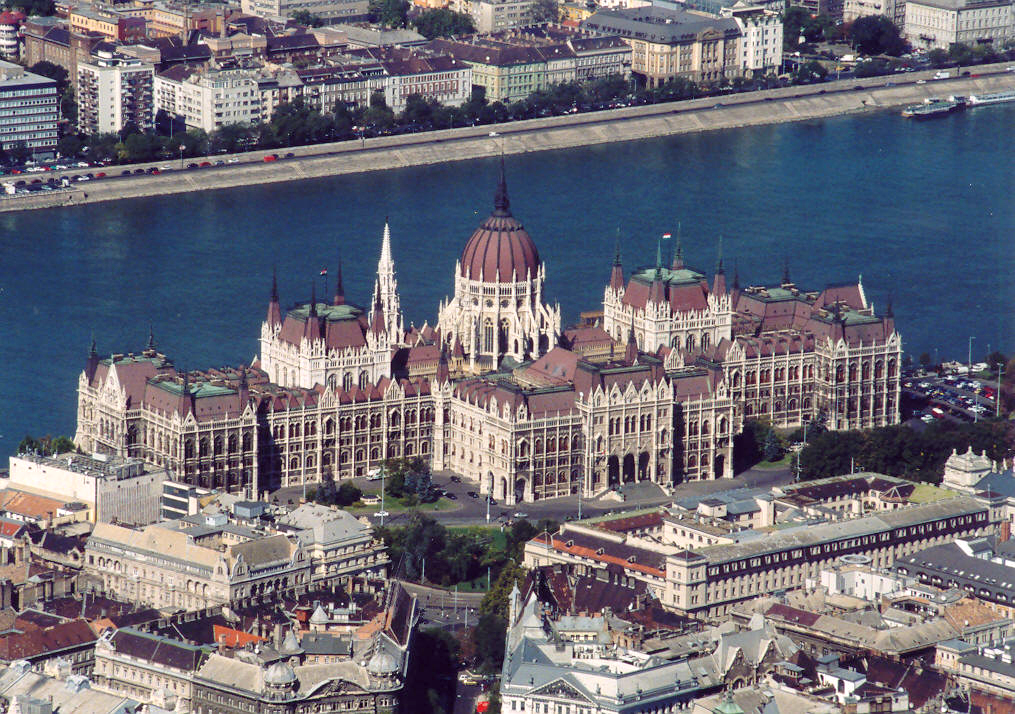
Parlament z lotu ptaka – widoczne główne wejście

Budynek parlamentu w Budapeszcie (Országház) – jeden z symboli stolicy Węgier i całego kraju. Położony nad Dunajem, w dzielnicy Peszt, jest jednym z największych gmachów parlamentów narodowych na świecie.

## Opis
Gmach powstał po połączeniu trzech miast (Budy, Óbudy i Pesztu) w jedno – Budapeszt. Władze miejskie uznały, że zjednoczona stolica potrzebuje nowej, reprezentacyjnej siedziby. Na jej miejsce wybrano podmokły, bagnisty teren w okolicy wówczas niezamieszkanej, a w dodatku cieszącej się reputacją bardzo niebezpiecznej. Zanim doszło do rozpoczęcia prac teren budowy musiał zostać osuszony i umocniony, konieczna była także wywózka składowanego tam drewna – w tym celu uruchomiono specjalną linię kolejową, którą później transportowano odpowiednie materiały. Projekt budynku wykonał architekt Imre Steindl.
Budowa trwała od 1885 do 1904, choć pierwsze posiedzenie odbyło się już w 1896, podczas hucznie obchodzonej rocznicy 1000-lecia państwa węgierskiego. Pracowało przy nim 1000 osób, zużyto 40 kilogramów złota, pół miliona kamieni szlachetnych i 40 milionów cegieł. Parlament reprezentuje styl neogotycki (widoczne jest pewne podobieństwo do siedziby brytyjskiego parlamentu) choć widoczne są też elementy barokowe (głównie we wnętrzach). Powierzchnia użytkowa budynku wynosi 17745 metrów kwadratowych, długość – 265 metrów, szerokość – do 123 metrów, a wysokość kopuły – 96 metrów (drugi pod względem wielkości budynek na Węgrzech). W środku znajduje się 691 pomieszczeń (ponad 200 biur), 29 klatek schodowych, 13 wind, 27 wejść i 10 podwórzy. Wnętrza są bogato zdobione freskami i malowidłami, a także witrażami. Na zewnętrznych ścianach gmachu znajdują się herby dawnych Wielkich Węgier. 
Główna fasada skierowana jest w stronę Dunaju, ale główne wejście umiejscowione jest od strony placu Kossuth Lajos tér (na początku XX wieku nazywanym Országház tér – placu parlamentarnym), na którym stoi pomnik Lajosa Kossutha. Przy placu znajduje się stacja metra linii M2.
Największymi salami parlamentu jest dawna Izba Niższa (dzisiejsze Zgromadzenie Narodowe) oraz dawna Izba Wyższa, zniesiona w węgierskim systemie politycznym w 1945, a obecnie pełniąca funkcję reprezentacyjnej sali konferencyjnej. Na ścianach w obydwu salach umieszczono sześć herbów dynastii panujących na Węgrzech: Arpadów, Andegawenów, Korwinów, Jagiellonów, Zápolyów i Domu Habsbursko-Lotaryńskiego. Herbem Jagiellonów jest biały orzeł. Po prawej i lewej stronie herbów umieszczono obrazy związane z historią Węgier.
W budynku była przechowywana największa relikwia narodu węgierskiego – korona świętego Stefana. W 1944 została wywieziona z Budapesztu (według niektórych wersji ukradli ją żołnierze niemieccy), prawdopodobnie przez lidera węgierskich faszystów Ferenca Szálasiego. Nie wiadomo dokładnie, jak znalazła się po wojnie w Stanach Zjednoczonych (być może wraz z amerykańskim wojskiem). Zwrócono ją Węgrom dopiero w 1978. Od 2000 koronę i insygnia królewskie można ponownie oglądać w gmachu parlamentu.
Gmach jest otwarty dla zwiedzających, choć w okresie sesji parlamentarnych mogą być ograniczenia jego dostępności. W podziemiach znajduje się muzeum poświęcone węgierskiemu parlamentaryzmowi.

## Galeria

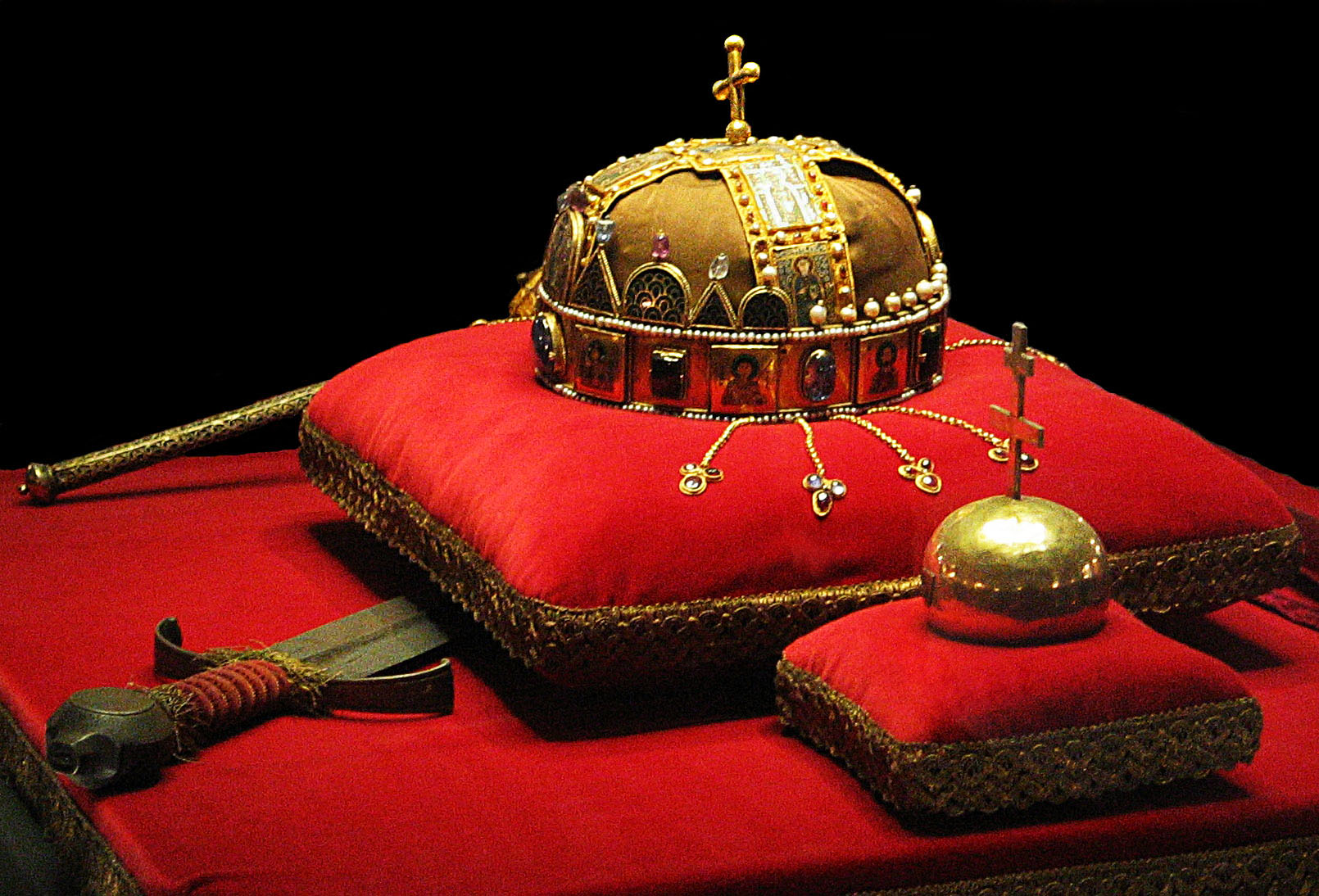
Korona świętego Stefana i insygnia królewskie eksponowane w gmachu parlamentu
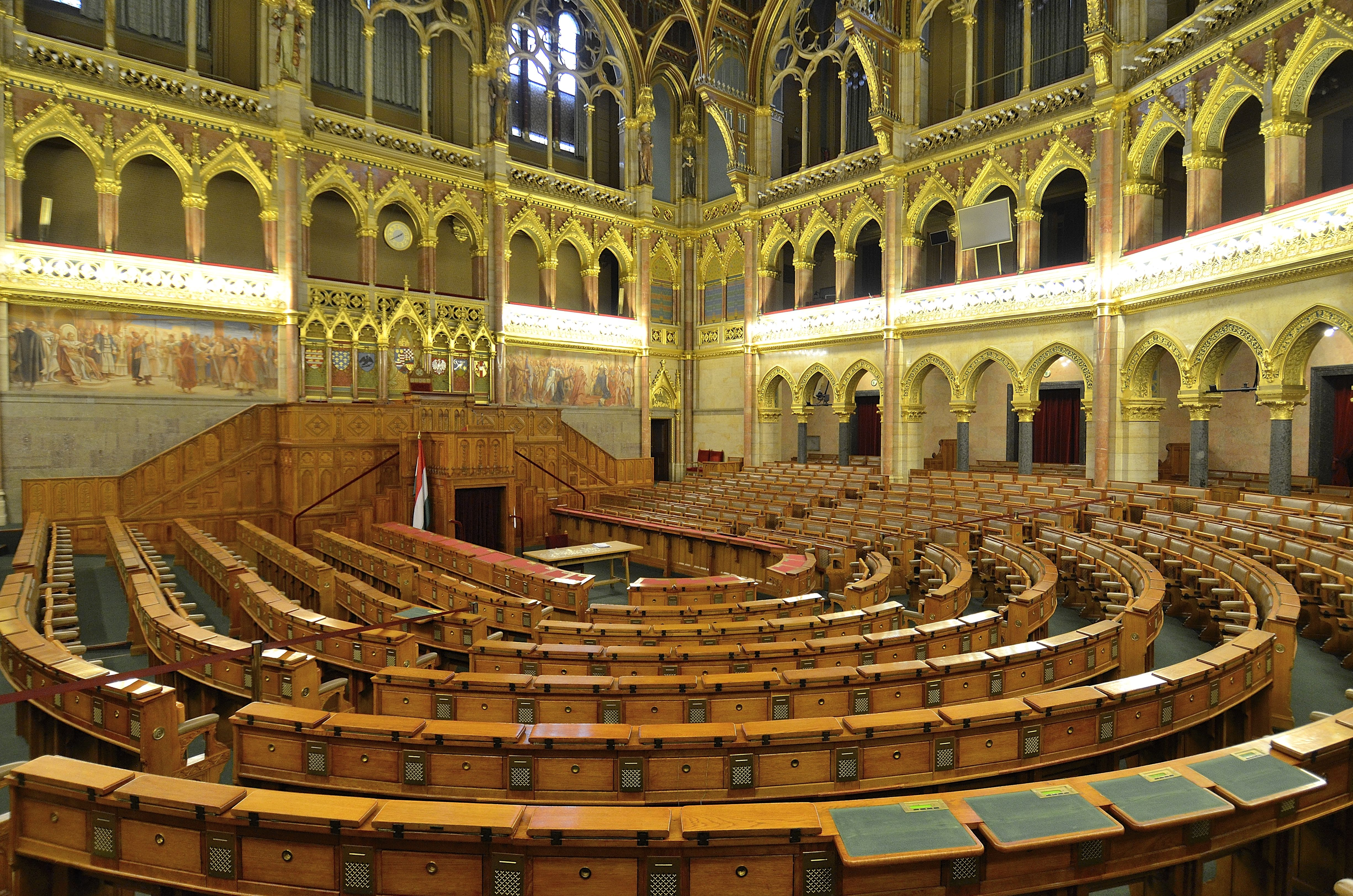
Dawna Izba Wyższa
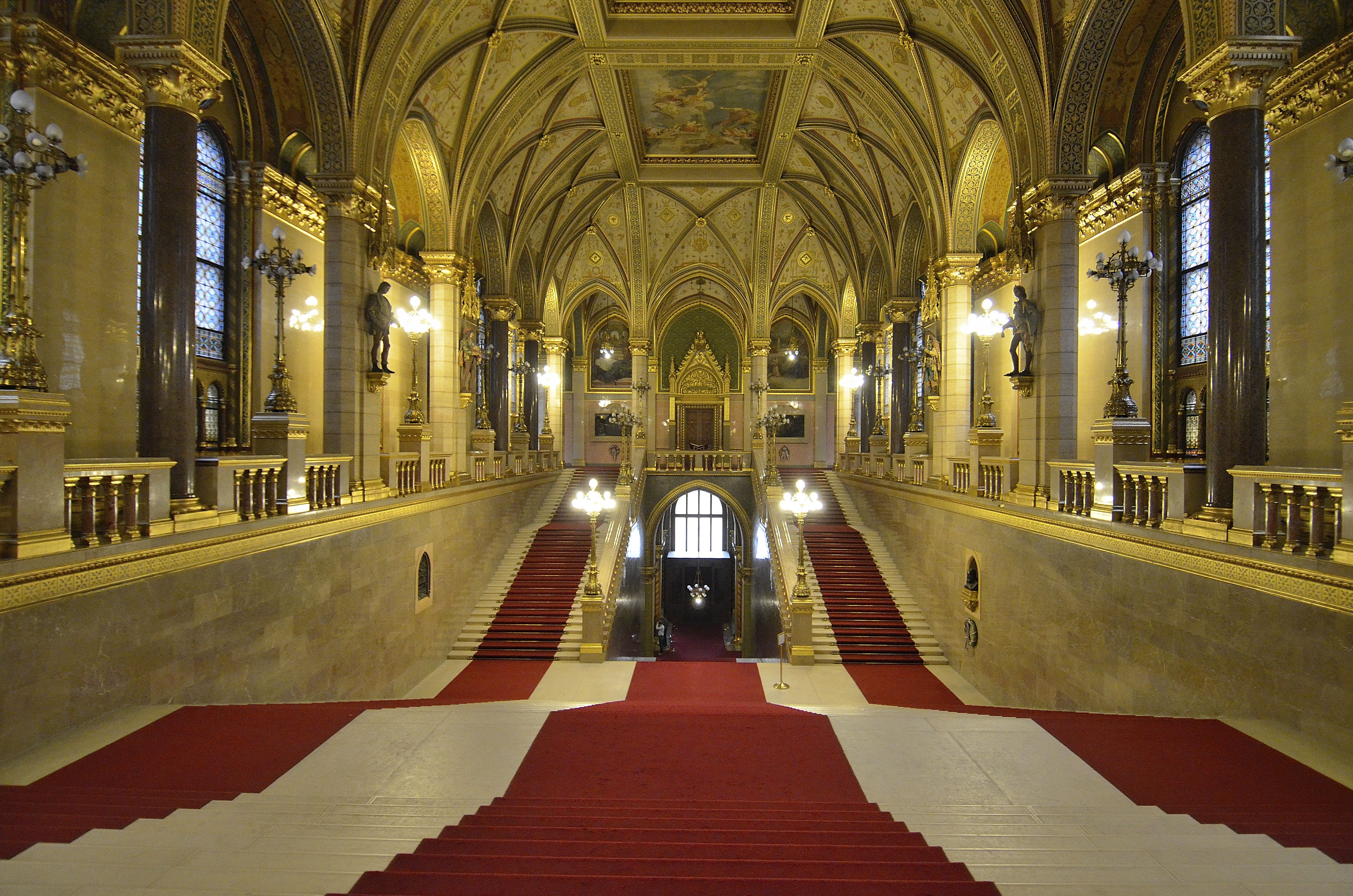
Hol główny
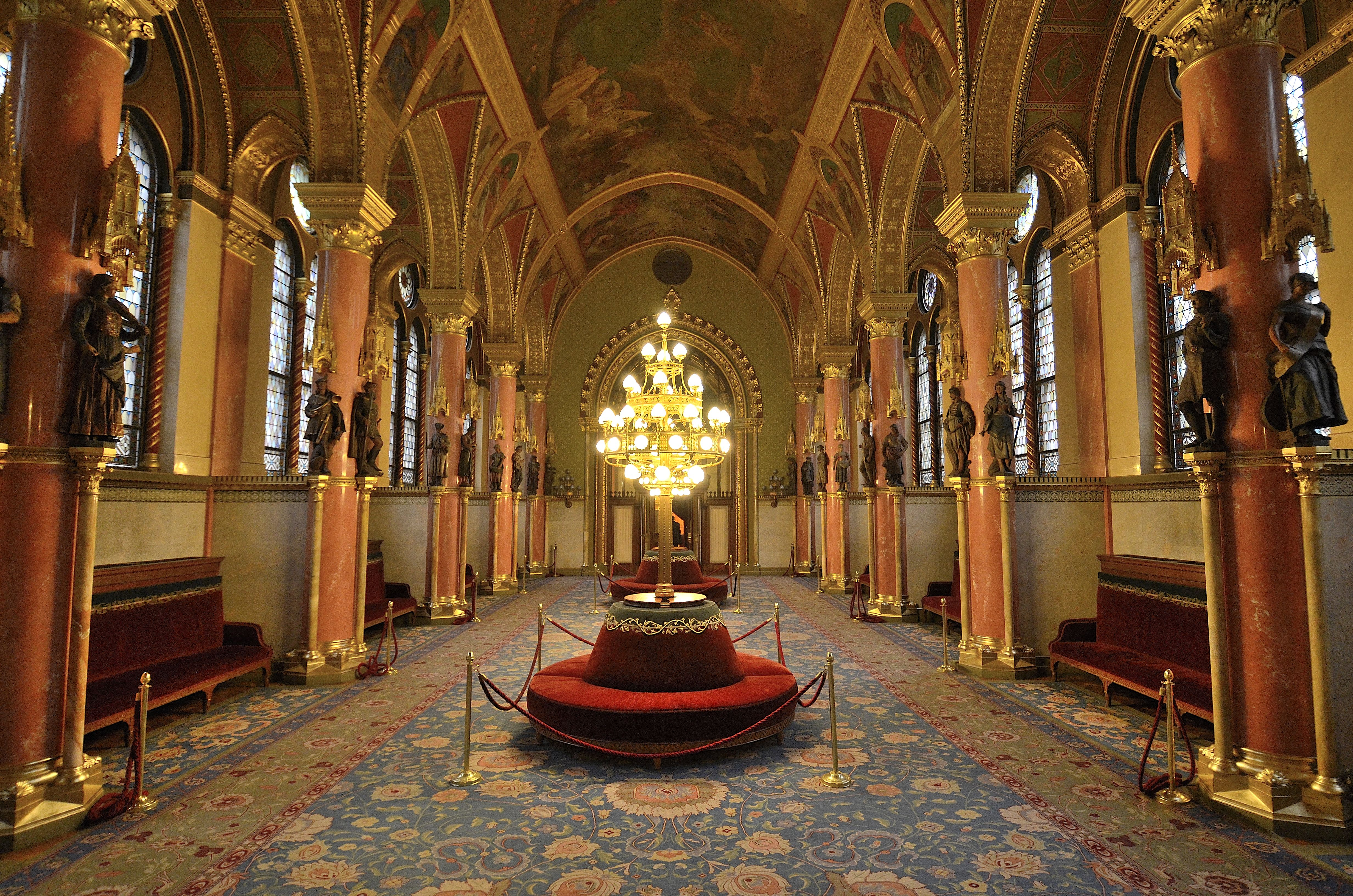
Kuluary